# 小島事件
小島事件（おじまじけん）は、1950年（昭和25年）5月10日に静岡県庵原郡小島村（後の清水市、現：静岡市清水区）で発生した強盗殺人事件である。
| 年     | 月日     | 事柄                                        |
| ------ | -------- | ------------------------------------------- |
| 1950年 | 05月10日 | 事件発生。                                  |
|        | 06月19日 | A、別件逮捕される。                         |
|        | 07月20日 | A、起訴される。                             |
| 1952年 | 02月18日 | 静岡地裁での一審終了。 Aに無期懲役判決。    |
| 1956年 | 09月13日 | 東京高裁での控訴審終了。 控訴棄却。         |
| 1958年 | 06月13日 | 最高裁が有罪判決を破棄、 東京高裁へ差戻し。 |
| 1959年 | 12月02日 | 東京高裁での差戻審終了。 Aに無罪判決。      |

1950年5月10日深夜、小島村で女性（当時32歳）が斧で撲殺される事件が発生した。国警静岡県本部から派遣された警部補の紅林麻雄らによる捜査の結果、同村に住む男性A（当時27歳）が被疑者として浮上した。Aはほどなく犯行を自白したが、公判の段階では自白を翻し、取調べでは拷問を受けたとして無実を訴えるようになった。また、事件には自白以外の直接証拠も乏しかったが、第一審の静岡地裁と控訴審の東京高裁はともに無罪主張を退け、被告人Aに無期懲役の有罪判決を言い渡した。
しかし、1958年（昭和33年）に最高裁は、Aが取調べ後に負傷していた可能性や自白の不自然性を指摘し、自白は無理のある取調べの末に得られたもので任意性に疑義がある、と判決した。最高裁により有罪判決は東京高裁へ破棄差戻しされ、差戻審によっても、やはり取調べは強制的なものであったとして自白の任意性は否定された。1959年（昭和34年）に差戻審で下された無罪判決が確定し、事件は冤罪と認められた。

## 事件と捜査
1950年（昭和25年）5月10日深夜、静岡県庵原郡小島村（現・静岡市清水区）で、飴製造業者の妻B（当時32歳）が薪割り斧で撲殺された。現場のタンスや金庫には物色された跡があり、後に2500円が奪われていることが分かった。Bの夫は引越し準備のため不在であったが、現場に居合わせた夫妻の子供は、犯行直後に坊主頭でカーキ色の服を着た男が逃げてゆくのを目撃している。現場の時計が11時37分で止まっていたことから、犯行時刻はその前後であると推定された。
翌朝には国警静岡県本部から、警部補の紅林麻雄を主任とした捜査員らが派遣された。狙われた家は村でも大きくなく、被害者一家には家業で儲けているとの噂もあったことなどから、紅林らは内情を知る村の者が金銭目当てで犯行に及んだ、と推測した。だが、大規模な捜査によっても手掛かりはなく、また村人のほとんどが縁者であったことからも捜査は難航した。
しかし、事件から1か月が過ぎようとしていた頃、村人たちへの聞き込みから、同村の農民であるA（当時27歳）が浮かび上がった。AはBの娘の目撃証言とも髪型や年齢などが一致していた。また、事件以来顔色が悪くなったと噂され、事件当時のアリバイもはっきりせず、加えて被害者一家に5000円の借金があった。加えてAは、Bの夫から持ちかけられたサツマイモの闇取引で、自分だけが罰金刑を受けたため、被害者一家に対し恨みを抱いていたとも言われていた（これらについてAは、5000円は借金を頼まれていた第三者に又貸ししたところ、返ってこなくなったのだと主張し、闇取引の件についてもBたちを恨んでいたことはない、と主張している）。
事件発生から1か月余りが経過した6月19日、Aは庵原地区署へ任意同行を求められ、材木などの窃盗容疑につき、同日中に別件逮捕された。窃盗の件はすぐに不起訴となったが、翌20日から本件の強盗殺人容疑で再逮捕される7月12日、そして本件で静岡地裁へ起訴される7月20日までの間、AはB殺害の容疑で取調べを受け続けた。別件逮捕の翌日の6月20日、AはB殺害を自白した。だが、事件にはAの自白を除いては直接証拠がなく、後の裁判でも、争点は自白の任意性と信用性に収束した。

## 争点

### 自白

#### 自白の変遷
Aの自白調書としては最終的に、6月20日から7月20日までの間に7通の員面調書と2通の検面調書が作成されている。それらは詳細かつ具体的ではあったが、一方で各調書の内容には度重なる変遷がみられる。
まず、現場の金庫をこじ開けようとした方法についてAは、6月20日の最初の自白では「自宅から携行した鎌の先でこじた」とした。しかしこれは22日の調書では「鎌の刃元でこじ、次に刃先でこじたが刃先も刃元も折れた」と変わり、さらに翌日の調書では「刃は折れたが刃先は折れなかった」、26日には「鎌の刃がこぼれた後鉈の刃でこじた、鉈の刃もぼろぼろになった」、そして7月5日には「金槌とタガネそれに鉈の三つをもって行き、金庫をタガネでつついたり、金槌を使って二、三回叩いたりした」へと変遷している。これに伴い、犯行を決意した時刻についても、Aは6月26日までは一貫して犯行直前の23時頃であると主張していたが、7月5日の調書においては、夕方、村の製茶工場から帰る際に犯行を決意した、と変更されている（5日からの調書では、Aは金槌とタガネを工場から持ち出したとされているため、犯行準備の時刻は工場の操業中でなければ辻褄が合わない）。さらに、当初Aは、犯行時にズボンに血が付いたと供述していたが、押収されたズボンからは血痕反応が表れなかったため、供述は「つかないように金を探した」へと変化している。
裁判で弁護側は、これら自白の変遷を、Aが犯人であるとすれば到底あり得ないものである、と主張した。

#### 「秘密の暴露」
自白の中で特に注目されたのは、殺害前の現場の状況と、薪割り斧での被害者の殺害方法についての部分であった。
Aは現場にあった斧でBを3回撲ったと供述したが、さらにそのうち1回は峰打ちであったとした。そして、殺害前のBは右を向いて横になっていたとも述べている。この犯行様態についての自白は、捜査段階で遺体の鑑定を行った国警鑑識課技官の鈴木完夫による、「傷を見ての所見は、薪割りのようなもので峯うちをしたとは思われなかった」との証言とは食い違っている。しかし、後の一審で東京大学医学部法医学教室教授の古畑種基が行った再鑑定では「本屍頭部の損傷には、斧の様な重量ある有刃器の打撃によって生じたものと峯部の作用によって生じたものとがある」とされ、これは警察・検察側によって、捜査段階では知られていなかった事実であり、犯人以外知り得ない秘密の暴露であると主張されるようになる（ただし古畑の鑑定では、峰打ちが1回、刃での打撃が3回とされており、Aの自白とは打撃の回数が食い違う）。
しかし、峰打ちについては、事件翌日に捜査員ら立会いのもとで鈴木が遺体の鑑定を行った時点で、頭部の損傷から「八センチと九センチの不正形な扇形の骨片」が確認されている。凶器が斧であると確定されている状況で、遺体に刃での割創とは異なる傷がみられるならば、捜査員らが斧での峰打ちを想像するのは当然であり、峰打ち供述はそもそも秘密の暴露とは言えない、と後に弁護側は主張した。またAも、殺害時の現場の状況は警察に教え込まれたものであり、Bが子供と寝ていたならば姿勢が横向きであったことも容易に想像がつくことである、と主張した。

### 拷問の訴え
紅林はAの自白について、「〔A〕氏はたしかに何の手間ひまもとらせず自白した」と回顧している。だが一方Aは、取調べでは激しい拷問を受け続け、自白を翻そうとする度にそれが繰り返された、と主張している。
Aは公判の段階で自白を撤回し、自身の無実を訴えるようになった。そして、6月20日に自白を行ったのは上のような拷問を受けたためである、と主張した。22日になって自白を撤回しようとすると、やはり紅林の部下であるCなどから、同様の拷問を2時間以上に渡って加えられたという。脚からの出血で畳は血に染まり、見かねた庵原地区署の警部補が午後にマーキュロとペニシリン軟膏をAの金で買って治療してくれたという。その後も自白と検証結果が食い違う度に脅迫を受け、7月4日には暴行の苦しさから逃れたいがために死刑志願書を簡裁へ宛てて書いたとされる（この志願書も、刑事に顔面を数十回殴られて取り消させられたという）。検事による取調べが始まってからも自白を翻そうとはしたが、やはり取調べの後にCらから暴行を受けたため、結局検事の前でも自白を維持したのである、とAは主張した。

#### 受傷の有無
Aが自身に加えられたと主張する拷問については、紅林を始めとした捜査官全員がそれを否定し、Aがマーキュロとペニシリン軟膏で治療を受けたことも否定した。しかし、Aと同時期に庵原地区署で取調べを受けていた収賄事件の被疑者（後に無罪となった）は、6月の20日か23日にAが脚にマーキュロを塗っているのを見た、と公判で証言した。さらに控訴審の段階では、静岡刑務所の領置品元帳から、Aが収監される段階ではマーキュロとペニシリン軟膏を所持していたが、私物の持ち込み制限により宅下げとなっていたことが判明した。そのため警察側は、水虫に悩んでいたAのために、収監当日になって薬を買い与えたのだと主張するようになった。刑務所には薬は持ち込めないことは知っていたが、そういったことは特に考えず薬を渡したのだという（ただし紅林も、宅下げの時点では薬は未開封であったと述べている）。しかし、静岡刑務所の健康診断記録に、Aが水虫を患っていたとの記載はない。
脚の傷の他にも、庵原地区署で取調べを受けていた暴力行為事件の被疑者は、Aの頬に腫れた箇所があったと証言した。Aの父と妹も、7月5日に実況見分のためAが村へ戻った際、Aの左もみあげ付近が黒く腫れていたのを見た、と証言している。また、村内の但沼派出所の巡査も、実況見分の翌日にAの父から拷問についての苦情を受けていたことを認めている。しかし、紅林はこれに対し、実況見分には100人ほどの村人が立会ったが、Aの痣について指摘する者はAの親族の他にはいない、と反論している。

#### Cのアリバイ
Aは上のように、主な拷問は紅林の部下である国警静岡県本部巡査部長のCによって、6月20日と22日に行われたと主張した。しかし、Cはこれについて、自分は20日と22日は庵原地区署にはおらず、その他の日もAの取調べに深い関与はしていない、と反論している。
Cは、捜査段階での自身の行動を次のように述べている。まず、本件発生までCは沼津市で別件の捜査に従事していたところ、事件発生の翌朝に報を受けて庵原入りし、Aの検挙当日までのおよそ40日間を捜査に従事した。しかし、検挙当日の6月19日は取調べを担当したが、翌20日は朝に庵原地区署に顔を出したのみで、すぐに磐田郡二俣町へ出立したのだという。そしてその晩は宿へ泊り、21日は朝から静岡地裁浜松支部で、かつて紅林とともに捜査を担当した二俣事件の一審に出廷して証言を行った。そして証言を終えた後は静岡市の自宅へ戻ったという。22日の行動については本件一審では明らかにしていなかったが、控訴審になるとCは、そもそも自分は20日から22日まで休暇を取っていた、と主張するようになった。
このようなCの主張について弁護側は、巡査部長という地位にあり、事件発生直後からひと月以上に渡り捜査に携わっていた人間が、被疑者逮捕の翌日から休暇を取ることはおよそあり得ない、と反論した。Cの不在を証明する欠勤届なども提出されておらず、加えて、CとともにAを拷問したとされるD巡査（上記参照）は、20日と22日の取調べにはCも「いたように思う」と証言している。二俣町の宿の従業員は、Cが20日のまだ明るい時刻に宿を訪れたと証言しているが、その日はほぼ夏至であるから、庵原地区署で午前中にAを拷問した後でも、明るいうちに列車で二俣へ着くことは可能である、と弁護側は主張した。

### その他の争点
検察側は自白調書以外にも、実況見分の際にAがBの墓参りを希望したり、留置場の看守に「とんでもないことをした」「人一人殺したのだからどうせ殺されるなら自分で死んだ方が良い」などと話したことを証拠として挙げた。一方、一審では事件の主任検事として出廷し、Aが犯行を否認したため逆に有罪の心証を得た、とまで証言していた人物は、退官して弁護士となっていた頃に出廷した控訴審では、Aの自白は芝居がかっていて不自然に感じられ、捜査主任の紅林に対しても不信感を抱いていた、と証言した。
犯行時の服装については、Bの娘の目撃証言では犯人がカーキ色の服を着ていたとされるところ、Aもいくらかの変遷の末に黄色の国民服で犯行に及んだと供述するようになった。しかしAの親族らは、犯行時刻直前に会合に出席していた際のAは白の和装であった、と事件直後から主張している。また、Aの妻も、Aは23時前に帰宅してからは殺人の報が入るまで在宅であったと供述した。

## 裁判

### 一審・控訴審判決
事件発生から1年9か月が経過した1952年（昭和27年）2月18日、弁護側が無罪を主張し、検察側が死刑を求刑するところ、静岡地裁第一合議部はAに対し無期懲役の有罪判決を言い渡した。
弁護側は有罪判決に控訴し、弁護人には松川事件弁護人として知られていたベテランの海野普吉が新たに着任した。そして東京高裁で開始された控訴審においては、Aに対する拷問について、海野もまた紅林を厳しく（紅林当人の形容によれば「ヒトラーがユダヤ人追放を叫んだときのような、きちがいじみた姿」で）追及した。控訴審には4年の歳月が費やされたが、1956年（昭和31年）9月13日に高裁第六刑事部により言い渡された判決も、やはり控訴棄却の有罪判決であった。
一審、控訴審判決はともに9通の自白調書すべてに証拠能力を認めた（ただし、Aは現場から2500円の他に腕時計も窃取したと自白していたが、判決は腕時計の窃盗についての自白は排斥している）。その自白の内容が変転を重ねていることについても、Aが処罰を逃れたい一心で言を弄したことの表れとされた。静岡刑務所から宅下げされたマーキュロとペニシリン軟膏については、警察の主張通りに、Aの水虫治療のために収監直前に渡されたものと認定した（刑務所の健康診断記録についても、水虫程度ではその旨記載されないこともあるとされた）。Cによる拷問についても、C当人の主張通りに6月20日から22日は不在であったとして、その疑いを否定した。自白に含まれていた、殺害前の現場の状況や斧での峰打ちについての供述も、犯人しか知り得ない秘密の暴露であると認めている。Aの親族によるAの服装やアリバイについての証言もすべて否定された。

### 紅林の転落
しかし、小島事件の控訴審が進む傍ら、最高裁では1953年（昭和28年）11月に二俣事件の死刑判決が破棄差戻しを受けていた。そして1957年（昭和32年）2月には同じく県内で発生していた幸浦事件の死刑判決も、やはり最高裁によって破棄差戻しされることとなった。この2つの事件は、紅林を主任とした県警本部強力犯係の刑事らが捜査に当たった点、物証に乏しく被告人らの自白が重要証拠とされていた点、そして被告人らがいずれも、取調べでの拷問と自身の無実を訴えていた点が、小島事件と共通していた。
これを機に紅林は「名刑事」から一転「昭和の拷問王」と指弾されるようになり、非難を浴びた県警上層部は、当時御殿場署次席警部の地位にあった紅林を吉原署駅前派出所へ転出させた。交通巡視員待遇という、実質的な二階級降任であった。

### 上告審判決
幸浦事件上告審判決の翌年、1958年（昭和33年）6月13日、小谷勝重が指揮する最高裁第二小法廷は小島事件上告審において、やはり有罪判決を高裁へ破棄差戻しすると判決した。
判決は、Aの自白の変遷、親族による拷問痕の目撃証言、静岡刑務所によるマーキュロとペニシリン軟膏の宅下げ記録、そして元主任検事すらAの自白が信用に足りないと証言していることなどを指摘し、紅林らによる取調べが「被告人が第一審以来供述してやまない程、苛烈なものであつたかどうかは別としても、そこには可なり無理もあつたのではないかと考えざるを得ない」とした。そして、Aの自白には任意性に疑いがあるとみるのが相当で、「原判決はこれを破棄しなければ著しく正義に反するものと認める」と結論した。
二俣・幸浦両事件の上告審判決では、事実認定の不合理、自白の真実性への疑義を理由として差戻しが行われたが、本判決では自白の信用性そのものが取り上げられ、これに疑いのあることが差戻し理由とされている。その一方で、本判決では自白の真実性については全く判断されず、任意性が問題とされたのも員面調書のみで、検面調書については触れられていない。とはいえ、これは裁判官が捜査員に対する信頼を失ったケースの判例として意義を認められている。

### 差戻審判決
東京高裁での差戻審公判は、同年10月に開始された。この審理では警察官やCの妻、隣人など数十人が新たに出廷し、1950年6月20日と22日にCが庵原地区署にはおらず、Aの取調べには関与していない旨供述した。しかし、12回の公判と2度の現場検証を重ね、公判中に裁判長が3度交代しながらも、翌1959年（昭和34年）12月2日に高裁刑事第一部は判決に達した。
差戻審判決は、新たに主張されたCのアリバイ証言についてはこれを否定し、CがAの取調べに関与しなかったとは断定し難いとした。そして、結局のところ、上告審判決が指摘したような薬品の宅下げ記録やAの顔の痣、不自然な自白についての疑問は解消されておらず、員面調書は無理な取調べの産物である疑いが拭えない、とした。上告審判決では判断が避けられていた検面調書についても、たとえ検事当人による圧力が存在せずとも、その後に捜査員が圧力を加えることが可能な状況であったのであるから、やはり員面調書と同様に任意性に疑いがあると認めるのが相当である、とした。最終的に差戻審判決は自白調書の証拠採用をすべて退けて一審の無期懲役判決を破棄、Aに対し無罪を言い渡した。
同月26日の上告期限までに検察側は再上告を行わず、Aの無罪は確定した。

## その後
無罪判決が確定し、Aは刑事補償として138万5600円を受け取った。事件以来Aの家族は村八分にされ続け、逮捕時に1歳半であった娘もすでに小学校6年生となっていた。しかし、判決後のAは人目を避けるために離婚していた妻とも再婚した。
海野は、弁護士は法廷でこそ発言すべき、との信念を持っていたため、この事件については裁判中も無罪判決後も、外部に対して論評を一切行わなかった。また、A家が裕福でなかったことから、海野は弁護費用のほぼ全額を自己負担した。無罪判決後にAが謝礼を申し出た際も、「金でこの事件をやったのではない」として受け取ろうとしなかった。
一方、Aの無罪判決に対しBの兄は「彼はたしかに犯人だと思うのだが、もうこうなったら仕方がない」と嘆いた。担当検事は、「〔A〕氏が無罪になった以上、今後絶対に“真犯人”はあらわれないだろう」と憤慨した。また紅林も、「清瀬氏や海野氏のようなベテラン弁護人の猿智恵で、有罪のものが無罪になる」と不満を述べた。だが、二俣事件や後の幸浦事件においても被告人ら全員の無罪が確定し、やがて紅林は酒に溺れて急死した。